# فرانك ميتشيل
فرانك ميتشيل (بالإنجليزية: Frank Mitchell)‏ (3 يونيو 1922 بغولبرن في أستراليا - 2 أبريل 1984 في أستراليا) هو لاعب كركيت ولاعب كرة قدم أسترالي في مركز نصف الجناح. لعب مع برمنغهام سيتي وتشيلسي ونادي واتفورد ونادي وارويكشاير للكريكيت ‏.

## وصلات خارجية
- فرانك ميتشيل على موقع إي آس بي آن كريك إنفو (الإنجليزية)